# Gestão Ronaldo Caiado no governo de Goiás
O Governo Ronaldo Caiado, também chamado de Gestão Ronaldo Caiado no governo de Goiás, tem seu início no dia 1 de janeiro de 2019 com a posse de Ronaldo Caiado. O então senador federal por Goiás foi eleito o 79.º Governador de Goiás com 59,73% dos votos no primeiro turno das eleições estaduais de 2018, derrotando o deputado federal Daniel Vilela e o governador incumbente, José Eliton. Sua eleição marcou o fim das vitórias eleitorais do Partido da Social Democracia Brasileira ao executivo estadual depois de oito anos. Em 2022, foi reeleito com 51,81% dos votos válidos e exerce mandato até a atualidade.

## Antecedentes
Nas eleições estaduais em Goiás em 2014, o governador tucano, Marconi Perillo, foi reeleito no segundo turno com 57,44%, derrotando Iris Rezende. No contexto da Crise econômica brasileira de 2014, Marconi Perillo toma posse. Perillo conseguiu reverter os efeitos da recessão financeira apenas em 2016, de acordo com os dados do Ministério do Trabalho e Emprego, havendo no entanto consequências que se prolongaram a longo prazo.
Seu envolvimento com o escândalo de corrupção envolvendo o bicheiro Carlinhos Cachoeira também foi alvo de protestos estudantis, levando à uma desaprovação popular cada vez mais crescente.

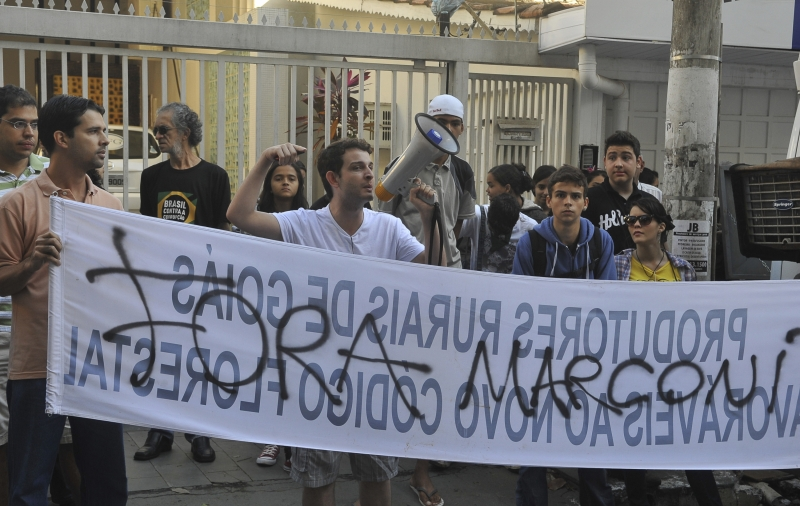
Protestos contra Marconi Perillo, exigindo seu impeachment.

Outro desgaste à imagem política de Perillo e do PSDB, foi a crise da segurança pública vigente no estado. Marconi afirmava que as verbas não estavam sendo corretamente repassadas e que, o Governo Federal havia feito repasse de apenas 0,5%. Ele realizou uma troca sucessiva nos chefes da Secretaria da Segurança Pública do Estado de Goiás.

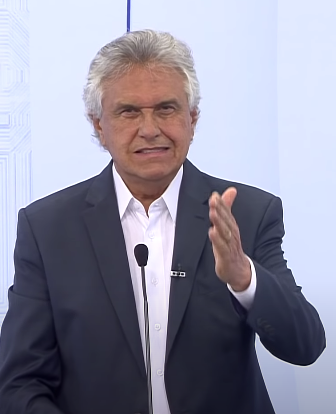
Ronaldo Caiado em debate eleitoral de 2018, na Record Goiás.

Uma figura política que começou a destacar-se em Goiás, era o senador federal Ronaldo Caiado. Caiado foi eleito no pleito de 2014, sendo um dos principais líderes da Bancada ruralista e do Democratas. De tendências conservadoras, votou favoravelmente ao Impeachment de Dilma Rousseff. Teceu fortes críticas ao Partido dos Trabalhadores, à Dilma Rousseff e ao ex-presidente Luiz Inácio Lula da Silva.

### Eleições estaduais

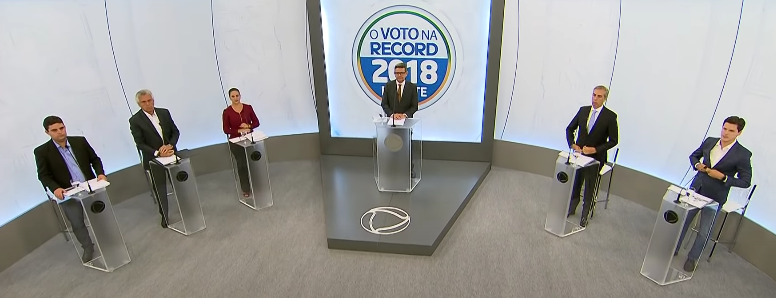
Debate governamental do pleito de 2018, na Record Goiás.

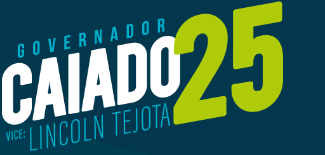
Logo da Campanha de Ronaldo Caiado ao governo de Goiás em 2018.

Ronaldo Caiado confirmou sua candidatura, no período eleitoral, ao governo do estado de Goiás. Era a segunda vez que iria ao pleito de governador. A campanha de Ronaldo Caiado seguiu um tom mais ponderada em despeito à imagem coronelística de sua família; realizou também duros pareceres quanto ao governador em exercício, José Eliton. Acabou vencendo Eliton e o deputado federal, Daniel Vilela, filho do ex-senador e ex-governador Maguito Vilela, com mais de 1,7 milhão de votos em primeiro turno. Apoiou, na Eleição presidencial no Brasil em 2018, e recebeu apoio de Jair Bolsonaro.

### Transição do Governo

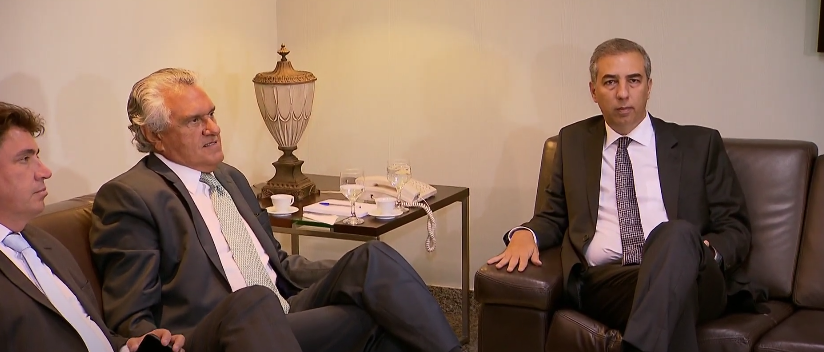
22/10/2018: Ronaldo Caiado em reunião com a equipe de transição. Ao lado, o governador José Eliton.

Em 22 de outubro de 2018, Caiado e Eliton realizaram a primeira reunião de transição do Governo, dando início aos preparativos de alteração de chefia do Executivo. A equipe foi chefiada pelo senador Wilder Morais, também do Democratas, anunciado como secretário estadual. Contou com o auxílio técnico da organização Comunitas.

Vagas na Alego após as eleições.

Também realizou encontro, ao lado da equipe de transição, com os deputados da Assembleia Legislativa de Goiás, especialmente com José Vitti. Graças às eleições daquele ano, recebeu uma base governista de 24 deputados estaduais, excedendo a maioria absoluta. Bruno Peixoto, do MDB, foi nomeado líder do governo na posse dos deputados, em fevereiro de 2019.

## Gabinete governamental
Ronaldo Caiado realizou reformas administrativas para extinguir ou criar secretarias estaduais. Também liderou alterações em empresas estatais. De 2019, ocorreram várias trocas de titulares das pastas estaduais, que serão listadas abaixo. No governo Caiado, duas secretarias foram criadas. Os atuais Secretários Estaduais de Goiás são: 
| Gabinete governamental de Ronaldo Caiado    | Gabinete governamental de Ronaldo Caiado | Gabinete governamental de Ronaldo Caiado  | Gabinete governamental de Ronaldo Caiado | Gabinete governamental de Ronaldo Caiado | Gabinete governamental de Ronaldo Caiado | Gabinete governamental de Ronaldo Caiado |
| Secretarias do Estado de Goiás              | Secretarias do Estado de Goiás           | Secretarias do Estado de Goiás            | Secretarias do Estado de Goiás           | Secretarias do Estado de Goiás           | Secretarias do Estado de Goiás           | Secretarias do Estado de Goiás           |
| Secretaria                                  | Incumbente                               | Incumbente                                | Partido                                  | Partido                                  | Início do mandato                        | Fim do mandato                           |
| ------------------------------------------- | ---------------------------------------- | ----------------------------------------- | ---------------------------------------- | ---------------------------------------- | ---------------------------------------- | ---------------------------------------- |
| Administração                               |                                          | Pedro Henrique Ramos Sales                |                                          | Independente                             | 1 de janeiro de 2019                     | 17 de julho de 2019                      |
| Administração                               |                                          | Bruno D’Abadia                            | 17 de julho de 2019                      | Independente                             | 4 de novembro de 2022                    |                                          |
| Administração                               |                                          | Alexandre Demartini Rodrigues             | 4 de novembro de 2022                    | Independente                             | 17 de janeiro de 2023                    |                                          |
| Administração                               |                                          | Francisco Sérvulo Freire Nogueira         | 17 de janeiro de 2023                    | Independente                             | 21 de maio de 2024                       |                                          |
| Administração                               |                                          | Alan Farias Tavares                       | 21 de maio de 2024                       | Independente                             | Em exercício                             |                                          |
| Agricultura, Pecuária e Abastecimento       |                                          | Antônio Carlos de Souza Lima Neto         | 1 de janeiro de 2019                     | Independente                             | 27 de abril de 2021                      |                                          |
| Agricultura, Pecuária e Abastecimento       |                                          | Tiago de Freitas Mendonça                 |                                          | UNIÃO                                    | 27 de abril de 2021                      | 28 de abril de 2023                      |
| Agricultura, Pecuária e Abastecimento       |                                          | Pedro Leonardo Rezende                    |                                          | Independente                             | 28 de abril de 2023                      | Em exercício                             |
| Casa Civil                                  |                                          | Anderson Máximo de Holanda                | 1 de janeiro de 2019                     | Independente                             | 21 de novembro de 2019                   |                                          |
| Casa Civil                                  |                                          | Alan Farias Tavares                       | 21 de novembro de 2019                   | Independente                             | 9 de dezembro de 2021                    |                                          |
| Casa Civil                                  |                                          | Jorge Luís Pinchemel                      | 9 de dezembro de 2021                    | Independente                             | Em exercício                             |                                          |
| Casa Militar                                |                                          | Coronel PM Newton Nery de Castilho        | 1 de janeiro de 2019                     | Independente                             | 13 de maio de 2019                       |                                          |
| Casa Militar                                |                                          | Coronel QOPM Luiz Carlos de Alencar       | 13 de maio de 2019                       | Independente                             | Em exercício                             |                                          |
| Ciência, Inovação e Tecnologia              |                                          | Adriano da Rocha Lima                     | 1 de janeiro de 2019                     | Independente                             | 8 de junho de 2020                       |                                          |
| Ciência, Inovação e Tecnologia              |                                          | Márcio César Pereira                      | 8 de junho de 2020                       | Independente                             | 1 de março de 2023                       |                                          |
| Ciência, Inovação e Tecnologia              |                                          | José Frederico Lyra Netto                 |                                          | MDB                                      | 1 de março de 2023                       | Em exercício                             |
| Comunicações                                |                                          | Vassil de Oliveira                        |                                          | Independente                             | 2 de janeiro de 2019                     | 22 de janeiro de 2019                    |
| Comunicações                                |                                          | Valéria Torres da Costa e Silva           | 22 de janeiro de 2019                    | Independente                             | 2 de janeiro de 2020                     |                                          |
| Comunicações                                |                                          | Marcos Silva                              | 2 de janeiro de 2020                     | Independente                             | 17 de junho de 2020                      |                                          |
| Comunicações                                |                                          | Tony Carlo Bezerra Coelho                 | 17 de junho de 2020                      | Independente                             | 31 de janeiro de 2022                    |                                          |
| Comunicações                                |                                          | Gean Carlo Carvalho                       | 31 de janeiro de 2022                    | Independente                             | 26 de abril de 2022                      |                                          |
| Comunicações                                |                                          | Marcos Roberto Silva                      | 26 de abril de 2022                      | Independente                             | 24 de janeiro de 2023                    |                                          |
| Comunicações                                |                                          | Gean Carlo Carvalho                       | 24 de janeiro de 2023                    | Independente                             | Em exercício                             |                                          |
| Cultura                                     |                                          | Edival Lourenço                           | 1 de janeiro de 2019                     | Independente                             | 27 de novembro de 2019                   |                                          |
| Cultura                                     |                                          | Adriano Baldy                             |                                          | Progressistas                            | 27 de novembro de 2019                   | 25 de janeiro de 2021                    |
| Cultura                                     |                                          | César Augusto Sotkeviciene Moura          |                                          | Independente                             | 25 de janeiro de 2021                    | 28 de abril de 2022                      |
| Cultura                                     |                                          | Marcelo Eugênio Carneiro                  | 28 de abril de 2022                      | Independente                             | 27 de abril de 2023                      |                                          |
| Cultura                                     |                                          | Yara Nunes dos Santos                     | 27 de abril de 2023                      | Independente                             | Em exercício                             |                                          |
| Desenvolvimento Social                      |                                          | Marcos Cabral                             |                                          | DEM                                      | 1 de janeiro de 2019                     | 5 de outubro de 2019                     |
| Desenvolvimento Social                      |                                          | Lúcia Vânia                               |                                          | Cidadania                                | 5 de outubro de 2019                     | 25 de março de 2021                      |
| Desenvolvimento Social                      |                                          | Wellington Matos de Lima                  |                                          | Independente                             | 25 de março de 2021                      | Em exercício                             |
| Economia                                    |                                          | Cristiane Alkmin Junqueira Schmidt        | 1 de janeiro de 2019                     | Independente                             | 14 de abril de 2023                      |                                          |
| Economia                                    |                                          | Selene Peres Peres Nunes                  | 14 de abril de 2023                      | Independente                             | 21 de maio de 2024                       |                                          |
| Economia                                    |                                          | Francisco Sérvulo Freire Nogueira         | 21 de maio de 2024                       | Independente                             | Em exercício                             |                                          |
| Educação                                    |                                          | Fátima Gavioli                            |                                          | PSB                                      | 1 de janeiro de 2019                     | Em exercício                             |
| Entorno do Distrito Federal                 |                                          | Maria Caroline Fleury de Lima             |                                          | Independente                             | 16 de fevereiro de 2023                  | Em exercício                             |
| Esporte e Lazer                             |                                          | Rafael Ângelo do Valle Rahif              |                                          | UNIÃO                                    | 6 de fevereiro de 2019                   | 19 de fevereiro de 2021                  |
| Esporte e Lazer                             |                                          | Henderson de Paula Rodrigues              |                                          | Solidariedade                            | 19 de fevereiro de 2021                  | 13 de setembro de 2023                   |
| Esporte e Lazer                             |                                          | Edson Sales de Azeredo                    |                                          | Independente                             | 13 de setembro de 2023                   | 8 de fevereiro de 2024                   |
| Esporte e Lazer                             |                                          | Rudson Rosa Guerra                        | 8 de fevereiro de 2024                   | Independente                             | Em exercício                             |                                          |
| Governadoria                                |                                          | Fábio Cidreira Cammarota                  | 1 de janeiro de 2019                     | Independente                             | 6 de março de 2023                       |                                          |
| Governadoria                                |                                          | Adriano da Rocha Lima                     | 6 de março de 2023                       | Independente                             | Em exercício                             |                                          |
| Indústria e Comércio                        |                                          | Wilder Morais                             |                                          | PSC                                      | 12 de fevereiro de 2019                  | 26 de janeiro de 2021                    |
| Indústria e Comércio                        |                                          | José Vitti                                |                                          | Sem partido                              | 26 de janeiro de 2021                    | 26 de outubro de 2021                    |
| Indústria e Comércio                        |                                          | Joel de Sant’Anna Braga Filho             |                                          | PP                                       | 26 de outubro de 2021                    | Em exercício                             |
| Infraestrutura                              |                                          | Pedro Henrique Ramos Sales                |                                          | Independente                             | 17 de fevereiro de 2023                  | Em exercício                             |
| Meio Ambiente                               |                                          | Andrea Vulcanis                           | 1 de janeiro de 2019                     | Independente                             | Em exercício                             |                                          |
| Relações Institucionais                     |                                          | Ernesto Roller                            |                                          | UNIÃO                                    | 1 de janeiro de 2019                     | 14 de fevereiro de 2023                  |
| Relações Institucionais                     |                                          | Lucas Vergílio                            |                                          | Solidariedade                            | 14 de fevereiro de 2023                  | 5 de abril de 2024                       |
| Relações Institucionais                     |                                          | Armando Vergílio                          |                                          | Solidariedade                            | 5 de abril de 2024                       | Em exercício                             |
| Retomada                                    |                                          | César Augusto de Sotkeviciene Moura       |                                          | Independente                             | 4 de agosto de 2020                      | Em exercício                             |
| Saúde                                       |                                          | Ismael Alexandrino Júnior                 |                                          | Independente (2019-2022) PSD (2022)      | 1 de janeiro de 2019                     | 1 de abril de 2022                       |
| Saúde                                       |                                          | Sandro Rogério Rodrigues Batista          |                                          | Independente                             | 1 de abril de 2022                       | 11 de novembro de 2022                   |
| Saúde                                       |                                          | Sérgio Alberto Cunha Vêncio               | 11 de novembro de 2022                   | Independente                             | 26 de janeiro de 2024                    |                                          |
| Saúde                                       |                                          | Rasivel dos Reis Santos Júnior            | 26 de janeiro de 2024                    | Independente                             | Em exercício                             |                                          |
| Segurança Pública e Defesa Pública          |                                          | Rodney Miranda                            |                                          | Republicanos                             | 1 de janeiro de 2019                     | 5 de abril de 2022                       |
| Segurança Pública e Defesa Pública          |                                          | Renato Brum dos Santos                    |                                          | Independente                             | 5 de abril de 2022                       | Em exercício                             |
| Empresas estaduais com status de Secretaria |                                          |                                           |                                          |                                          |                                          |                                          |
| Agehab                                      |                                          | Eurípedes do Carmo                        |                                          | PSC                                      | 1 de janeiro de 2019                     | 9 de junho de 2020                       |
| Agehab                                      |                                          | Lucas Fernandes de Andrade                |                                          |                                          | 9 de junho de 2020                       | 9 de setembro de 2021                    |
| Agehab                                      |                                          | Pedro Henrique Ramos Sales                |                                          |                                          | 9 de setembro de 2021                    | 4 de abril de 2023                       |
| Agehab                                      |                                          | Alexandre Baldy                           |                                          | PP                                       | 4 de abril de 2023                       | Em exercício                             |
| CEASA                                       |                                          | Coronel João Batista de Freitas Lemes     |                                          | Independente                             | 22 de janeiro de 2019                    | 20 de agosto de 2019                     |
| CEASA                                       |                                          | Vanuza Valadares                          |                                          | PODE                                     | 20 de agosto de 2019                     | 16 de junho de 2020                      |
| CEASA                                       |                                          | Wilmar Gratão                             |                                          | Independente                             | 16 de junho de 2020                      | 18 de fevereiro de 2021                  |
| CEASA                                       |                                          | Lineu Olimpio                             |                                          | MDB                                      | 18 de fevereiro de 2021                  | 12 de abril de 2022                      |
| CEASA                                       |                                          | Jadir Lopes de Oliveira                   |                                          | PTB                                      | 12 de abril de 2022                      | 4 de junho de 2023                       |
| CEASA                                       |                                          | Manoel Castro de Arantes                  |                                          | Independente                             | 4 de junho de 2023                       | Em exercício                             |
| Saneago                                     |                                          | Ricardo Soavinski                         | 1 de janeiro de 2019                     | Independente                             | Em exercício                             |                                          |
| Órgãos públicos com status de Secretaria    |                                          |                                           |                                          |                                          |                                          |                                          |
| Controladoria-Geral do Estado               |                                          | Henrique Ziller                           |                                          | Independente                             | 11 de janeiro de 2019                    | Em exercício                             |
| Corpo de Bombeiros                          |                                          | Coronel BM Dewislon Adelino Mateus        | 1 de janeiro de 2019                     | Independente                             | 12 de dezembro de 2019                   |                                          |
| Corpo de Bombeiros                          |                                          | Coronel BM Esmeraldino Jacinto de Lemos   | 12 de dezembro de 2019                   | Independente                             | 6 de maio de 2022                        |                                          |
| Corpo de Bombeiros                          |                                          | Coronel BM Washington Luiz Vaz Junior     | 6 de maio de 2022                        | Independente                             | Em exercício                             |                                          |
| Detran                                      |                                          | Marcos Roberto Silva                      | 1 de janeiro de 2019                     | Independente                             | 6 de março de 2023                       |                                          |
| Detran                                      |                                          | Delegado Waldir                           |                                          | UNIÃO                                    | 6 de março de 2023                       | Em exercício                             |
| Polícia Civil                               |                                          | Odair José Soares                         |                                          | Independente                             | 1 de janeiro de 2019                     | 10 de fevereiro de 2021                  |
| Polícia Civil                               |                                          | Alexandre Pinto Lourenço                  | 10 de fevereiro de 2021                  | Independente                             | 3 de fevereiro de 2023                   |                                          |
| Polícia Civil                               |                                          | André Gustavo Corteze Ganga               | 3 de fevereiro de 2023                   | Independente                             | Em exercício                             |                                          |
| Polícia Militar                             |                                          | Coronel PM Renato Brum dos Santos         | 1 de janeiro de 2019                     | Independente                             | 3 de janeiro de 2022                     |                                          |
| Polícia Militar                             |                                          | Coronel PM André Henrique Avelar de Sousa | 3 de janeiro de 2022                     | Independente                             | 5 de abril de 2022                       |                                          |
| Polícia Militar                             |                                          | Coronel PM Marcelo Granja                 | 5 de abril de 2022                       | Independente                             | Em exercício                             |                                          |
| Procuradoria-Geral do Estado                |                                          | Juliana Pereira Diniz Prudente            | 1 de janeiro de 2019                     | Independente                             | 20 de agosto de 2023                     |                                          |
| Procuradoria-Geral do Estado                |                                          | Rafael Arruda Oliveira                    | 20 de agosto de 2023                     | Independente                             | Em exercício                             |                                          |

## Governo Ronaldo Caiado I (2019-2023)

### Posse
Tomou posse em 1.º de janeiro de 2019, na Assembleia Legislativa de Goiás, às 9h16min (9 horas e 16 minutos da manhã, Horário de Brasília); exatos treze minutos após a chegada Caiado ao Palácio Legislativo. A sessão foi presidida por José Vitti, seguiu-se com a posse do então vice-governador, Lincoln Tejota. Caiado prometeu tolerância zero com a corrupção e o crime no discurso de posse. Estiveram presentes Raquel Dodge e Iris Rezende.

### Promessas eleitorais
Realizou 21 promessas em sua campanhas, enumeradas abaixo:
| - = Cumpriu - = Não cumpriu - 1⁄2= Cumpriu parcialmente               | - = Cumpriu - = Não cumpriu - 1⁄2= Cumpriu parcialmente | - = Cumpriu - = Não cumpriu - 1⁄2= Cumpriu parcialmente |
| Promessa                                                              | Área                                                    | Status                                                  |
| --------------------------------------------------------------------- | ------------------------------------------------------- | ------------------------------------------------------- |
| Ampliar o número de Creas                                             | DIREITOS HUMANOS E SOCIAIS                              | Não                                                     |
| Criar Centros da Juventude                                            | DIREITOS HUMANOS E SOCIAIS                              | 1⁄2                                                     |
| Criar os projetos Juventude Empreendedora e Escola da Juventude       | ECONOMIA                                                | yellow                                                  |
| Não aumentar carga tributária                                         | ECONOMIA                                                | yellow                                                  |
| Transformar 50% das escolas em unidades de ensino integral            | EDUCAÇÃO E CULTURA                                      | 1⁄2                                                     |
| Recriar a Secretaria de Cultura                                       | EDUCAÇÃO E CULTURA                                      | yellow                                                  |
| Criar a Casa da Cultura Goiana                                        | EDUCAÇÃO E CULTURA                                      | Não                                                     |
| Criar o Ideb Goiás                                                    | EDUCAÇÃO E CULTURA                                      | yellow                                                  |
| Elaborar o Plano Estadual de Cultura                                  | EDUCAÇÃO E CULTURA                                      | Não                                                     |
| Homologar aeroportos do estado                                        | INFRAESTRUTURA                                          | 1⁄2                                                     |
| Implantar o instrumento REDD no governo                               | MEIO AMBIENTE E AGRONEGÓCIO                             | 1⁄2                                                     |
| Implementar a telemedicina no sistema de saúde                        | SAÚDE                                                   | Não                                                     |
| Criar aplicativos, SMS e WhatsApp para marcar consultas e exames      | SAÚDE                                                   | 1⁄2                                                     |
| Criar unidades móveis com mamografia e ressonância magnética          | SAÚDE                                                   | yellow                                                  |
| Implantar 17 policlínicas no interior                                 | SAÚDE                                                   | 1⁄2                                                     |
| Incluir novas especialidades no Programa Saúde da Família             | SAÚDE                                                   | yellow                                                  |
| Tornar públicos os dados do Sistema Único de Segurança Pública        | SEGURANÇA PÚBLICA                                       | yellow                                                  |
| Construir 3 unidades prisionais de segurança máxima                   | SEGURANÇA PÚBLICA                                       | 1⁄2                                                     |
| Nivelar os salários pagos aos diferentes tipos de policiais militares | SEGURANÇA PÚBLICA                                       | yellow                                                  |
| Criar força-tarefa para coibir a ação de organizações criminosas      | SEGURANÇA PÚBLICA                                       | yellow                                                  |
| Instalar um compliance público                                        | TRANSPARÊNCIA                                           | yellow                                                  |

## Governo Ronaldo Caiado II (2023-presente)

Renovação das bancadas após eleição. A base governista passou para 33 dos 41 deputados estaduais, especialmente com a aliança ao PP.

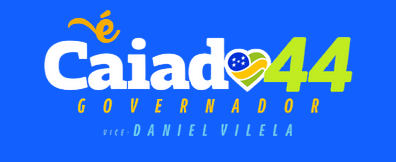
Logo da Campanha de Ronaldo Caiado ao governo de Goiás em 2022.

### Reeleição
Nas Eleições estaduais em Goiás em 2022, Ronaldo Caiado enfrentou outra vertente da direita goiana: o Major Vitor Hugo, do Partido Liberal, apoiado por Bolsonaro. Também disputou contra o ex-prefeito de Aparecida de Goiânia, Gustavo Mendanha, do Patriota, também de direita. Desde 2021, havia aunciado Daniel Vilela como seu vice na chapa. Ainda em primeiro turno, Caiado e Vilela receberam 1.806.892, o equivalente a 51,81% dos votos válidos.

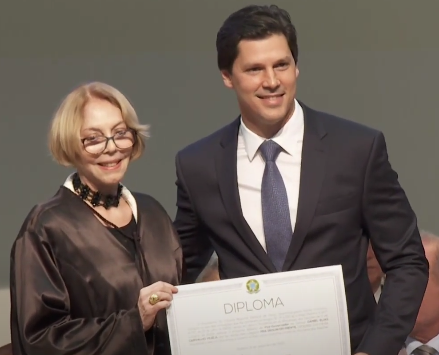
Daniel Vilela é diplomado como vice-governador, representando Caiado na cerimônia.

Ambos foram diplomados no dia 19 de dezembro de 2022, sendo que Daniel Vilela representou Caiado, que estava se preparando para uma cirurgia em São Paulo.

### Segunda posse
Antes de tomar posse como governador pela segunda vez, Caiado realizou viagem em dezembro de 2022 para São Paulo, com o intuito de realizar um procedimento cirúrgico no coração e depois, em 17 de janeiro, para tratar uma hiperplasia prostática benigna.Desse modo, realizou a posse de modo virtual, inédito na história de Goiás, sendo representado por Vilela na Assembleia Legislativa de Goiás.

### Reforma administrativa

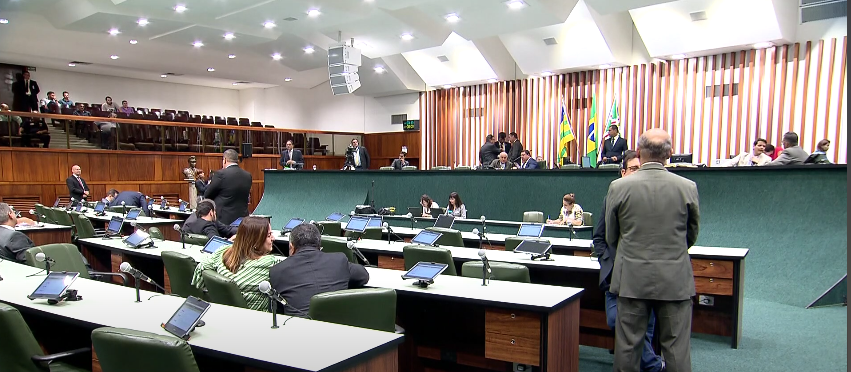
Sessão que aprovou reforma administrativa, em 28 de janeiro de 2019.

Caiado iniciou a primeira reforma ainda em janeiro de 2019, enviando o texto dela para análise da Assembleia Legislativa de Goiás. Suas proposições envolviam mudanças em nomes e categorias de secretarias, empresas e órgãos estaduais. Dentre elas:
Nomenclaturas:
| Nome anterior                                                                                     | Nome novo                                                 |
| ------------------------------------------------------------------------------------------------- | --------------------------------------------------------- |
| Secretaria de Estado da Fazenda                                                                   | Secretaria da Economia                                    |
| Secretaria de Estado de Gestão e Planejamento                                                     | Secretaria da Administração                               |
| Agência Goiana de Transportes e Obras                                                             | Agência Goiana de Infraestrutura e Transportes            |
| Secretaria da Mulher, Desenvolvimento Social, da Igualdade Racial e dos Direitos Humanos          | Secretaria de Desenvolvimento Social                      |
| Secretaria de Segurança Pública e Administração Penitenciária                                     | Secretaria de Segurança Pública e Defesa Social           |
| Secretaria de Meio Ambiente, Recursos Hídricos, Infraestrutura, Cidades e Assuntos Metropolitanos | Secretaria de Meio Ambiente e Desenvolvimento Sustentável |
| Secretaria de Educação, Cultura e Esporte                                                         | Secretaria de Educação                                    |

As pastas extraordinárias que passariam a ser técnicas eram as secretarias de:
- Administração

- Agricultura
- Cultura
- Esporte
- Infraestrutura

Efetuando previsão de economizar R$ 422 milhões de reais, Caiado anunciou o plano da reforma administrativa do estado em 26 de junho de 2019. Dois dias antes, o ministro Gilmar Mendes, do Supremo Tribunal Federal, concedeu liminarmente a entrada de Goiás do Regime de Recuperação Fiscal previsto pela Lei Complementar 159/2017. A reforma envolvia um corte de 3.980 cargos e funções comissionadas, a introdução de medidas para maior profissionalização da administração pública, com ganho por eficiência.

#### Placa de votação
O placar de votação para a aprovação da reforma administrativa foi a seguinte:
| Sim     | Não     | Abs.   |
| 28 / 41 | 10 / 41 | 3 / 41 |
| ------- | ------- | ------ |

### Economia

#### Privatizações
Na economia, as políticas de Caiado são de doutrinas neoliberais, defendendo a privatização, preparando no início do mandato, ao lado da secretária Cristiane Alkmin, a privatização dos setores de saneamento e de geração de energia (Saneago e Celg). Realizou audiência com o ministro do STF, Luiz Fux. Ainda em janeiro, havia decretado calamidade financeira, devido ao déficit de mais de 6 bilhões de reais.

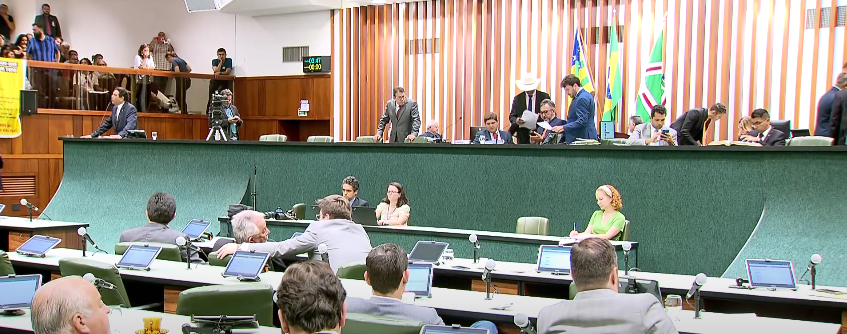
Sessão Extraordinária na Assembleia Legislativa de Goiás que autoriza a privatização de empresas estatais do estado.

Depois de pareceres da Procuradoria-Geral do Estado de Goiás, a Comissão de Constituição, Justiça e Redação da Assembleia Legislativa de Goiás aprovou o relatório do projeto de lei de n.º 7517/2019, que solicitava autorização para a privatização das seguintes empresas estatais: Celg Geração e Transmissão (Celg GT), Indústria Química do Estado de Goiás (Iquego), Agência Goiana de Gás (GoiásGás), Goiás Telecomunicações (GoiásTelecom) e Metrobus.

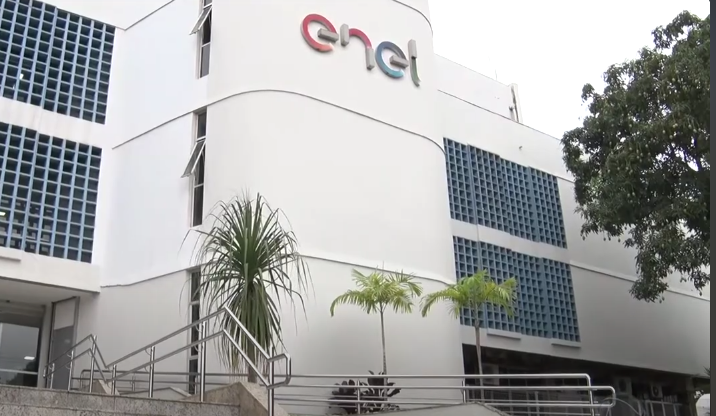
A subsidiária goiana da Enel Brasil após ter sido compra pela Equatorial Energia.

A Enel Distribuição Goiás, viria a ser vendida para a Equatorial Energia Goiás, em fins de 2022, por 1,6 bilhão de reais. A compra foi contestada, pois além de má avaliação nacional, sua filha Anna Vitória Caiado fora contratada como advogada processual da empresa.

#### Taxação do Agro
Pouco após sua reeleição, Caiado enviou para a Alego o projeto de lei da Taxa do Agro, que cobraria no máximo 1,65% de taxação em produtos do agronegócio. O projeto passou por votação, sendo aprovado em primeiro turno no dia 17 de novembro de 2022.
| Deputados que votaram favoravelmente | Deputados que votaram contrariamente | Abstenções |
| --- | --- | ---------- |
| - Álvaro Guimarães (UNIÃO) - Bruno Peixoto (UNIÃO) - Dr. Antonio (UNIÃO) - Rubens Marques (UNIÃO) - Talles Barreto (UNIÃO) - Tião Caroço (UNIÃO) - Virmondes Cruvinel (UNIÃO) - Amilton Filho (MDB) - Charles Bento (UNIÃO) - Francisco Oliveira (MDB) - Lucas Calil (MDB) - Thiago Albernaz (MDB) - Zé da Imperial (MDB) - Cairo Salim (PSD) - Max Menezes (PSD) - Wilde Cambão (PSD) - Coronel Adailton (PRTB) - Dr. Fernando Curado (PRTB) - Julio Pina (PRTB) - Jeferson Rodrigues (Republicanos) - Rafael Gouveia (Republicanos) - Henrique César (PSC) | - Lissauer Vieira (PSD) - Antônio Gomide (PT) - Delegada Adriana Accorsi (PT) - Alysson Lima (PSB) - Amauri Ribeiro (UNIÃO) - Sérgio Bravo (PSB) - Helio de Sousa (PSDB) - Major Araújo (PL) - Zé Carapô (PROS) - Cláudio Meirelles (PL) - Delegado Humberto Teófilo (Patriota) - Delegado Eduardo Prado (PL), - Paulo Cezar Martins (PL) - Chico KGL (UNIÃO) - Paulo Trabalho (PL) - Gustavo Sebba (PSDB) | Nenhuma    |

| 1.ª votação- 17/11/2022 | 1.ª votação- 17/11/2022 |
| Sim                     | Não                     |
| 22 / 38                 | 16 / 38                 |
| ----------------------- | ----------------------- |

Em decorrência da aprovação do PL, os pecuaristas invadiram o plenário da Assembleia Legislativa, no dia 22 de novembro, sendo reprimidos pela Polícia de choque da Polícia Militar do Estado de Goiás. A sessão foi encerrada pela presidência da mesa, após o evento. A segunda votação ocorreu no dia seguinte, com 4 abstenções, 14 votos contrários e 23 votos favoráveis, sendo aprovado o projeto.
| 2.ª votação- 23/11/2022 | 2.ª votação- 23/11/2022 | 2.ª votação- 23/11/2022 |
| Sim                     | Não                     | Abs.                    |
| 23 / 41                 | 14 / 41                 | 4 / 41                  |
| ----------------------- | ----------------------- | ----------------------- |

| Deputados que votaram favoravelmente | Deputados que votaram contrariamente | Abstenções                                                                           |
| --- | --- | ------------------------------------------------------------------------------------ |
| - Álvaro Guimarães (UNIÃO) - Bruno Peixoto (UNIÃO) - Dr. Antonio (UNIÃO) - Rubens Marques (UNIÃO) - Talles Barreto (UNIÃO) - Tião Caroço (UNIÃO) - Virmondes Cruvinel (UNIÃO) - Amilton Filho (MDB) - Charles Bento (UNIÃO) - Francisco Oliveira (MDB) - Lucas Calil (MDB) - Thiago Albernaz (MDB) - Zé da Imperial (MDB) - Cairo Salim (PSD) - Max Menezes (PSD) - Wilde Cambão (PSD) - Coronel Adailton (PRTB) - Dr. Fernando Curado (PRTB) - Julio Pina (PRTB) - Jeferson Rodrigues (Republicanos) - Rafael Gouveia (Republicanos) - Henrique César (PSC) | - Lissauer Vieira (PSD) - Antônio Gomide (PT) - Delegada Adriana Accorsi (PT) - Amauri Ribeiro (UNIÃO) - Helio de Sousa (PSDB) - Major Araújo (PL) - Zé Carapô (PROS) - Cláudio Meirelles (PL) - Delegado Humberto Teófilo (Patriota) - Delegado Eduardo Prado (PL) - Paulo Cezar Martins (PL) - Chico KGL (UNIÃO) - Paulo Trabalho (PL) - Gustavo Sebba (PSDB) | - Alysson Lima (PSB) - Lêda Borges (PSDB) - Karlos Cabral (PSB) - Sérgio Bravo (PSB) |

#### Crescimento doProduto interno bruto

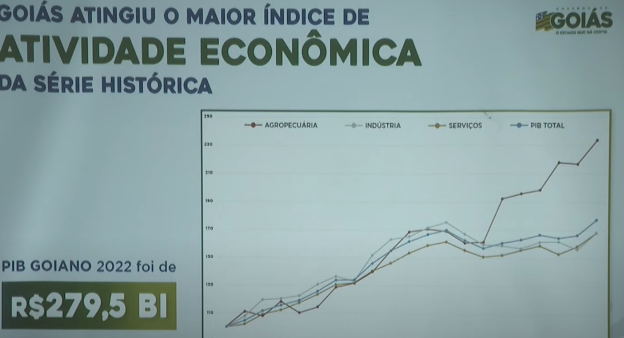
Divulgação dos resultados do PIB Goiano em 2022.

O PIB de Goiás cresceu, nos setores agroindustriais em especial, saindo de um decréscimo de -1,2% para um aumento de 2,9%, em 2019; conforme dados do Instituto Mauro Borges. Já no ano de 2023, o Produto Interno Bruto fechou como o maior da história de Goiás, com 4,4%, motivado pelo agronegócio, indústria e prestação de serviços.

#### Renegociação da dívida e Regime de Recuperação Fiscal
Desde 2021, o governo federal, após solicitações de Ronaldo Caiado, inseriu o estado de Goiás no Regime de Recuperação Fiscal, pois o estado devia quase 23 bilhões de reais à União, após deliberação do Supremo Tribunal Federal. Com o governo Lula, em 2024, Ronaldo Caiado veio a solicitar a inclusão do mesmo regime no Projeto de Lei de Renegociação em dívidas das unidades da Federação.

### Educação

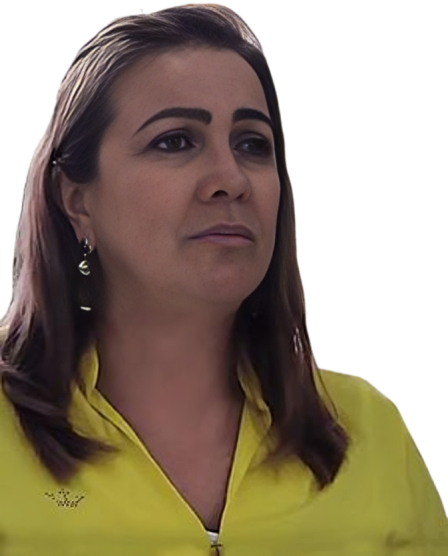
Fátima Gavioli em 2019.

#### Ensino Médio
A Secretária da Educação é Fátima Gavioli, que exerceu essa mesma pasta em dois estados distintos, sendo filiada ao Partido Socialista Brasileiro, ela tinha sido a pouco demitida pelo governador Confúcio Moura. As medidas de Caiado e sua secretária foram repletas de controvérsias. Um exemplo foi o anúncio da redução da educação de apoio. Em 2021, anunciaram a adesão ao programa das escolas cívico-militares, abrangendo o ensino médio e o ensino fundamental II. Em 2019, Goiás obteve 4,8 na média do Ideb, acima da média estipulada pelo Índice.

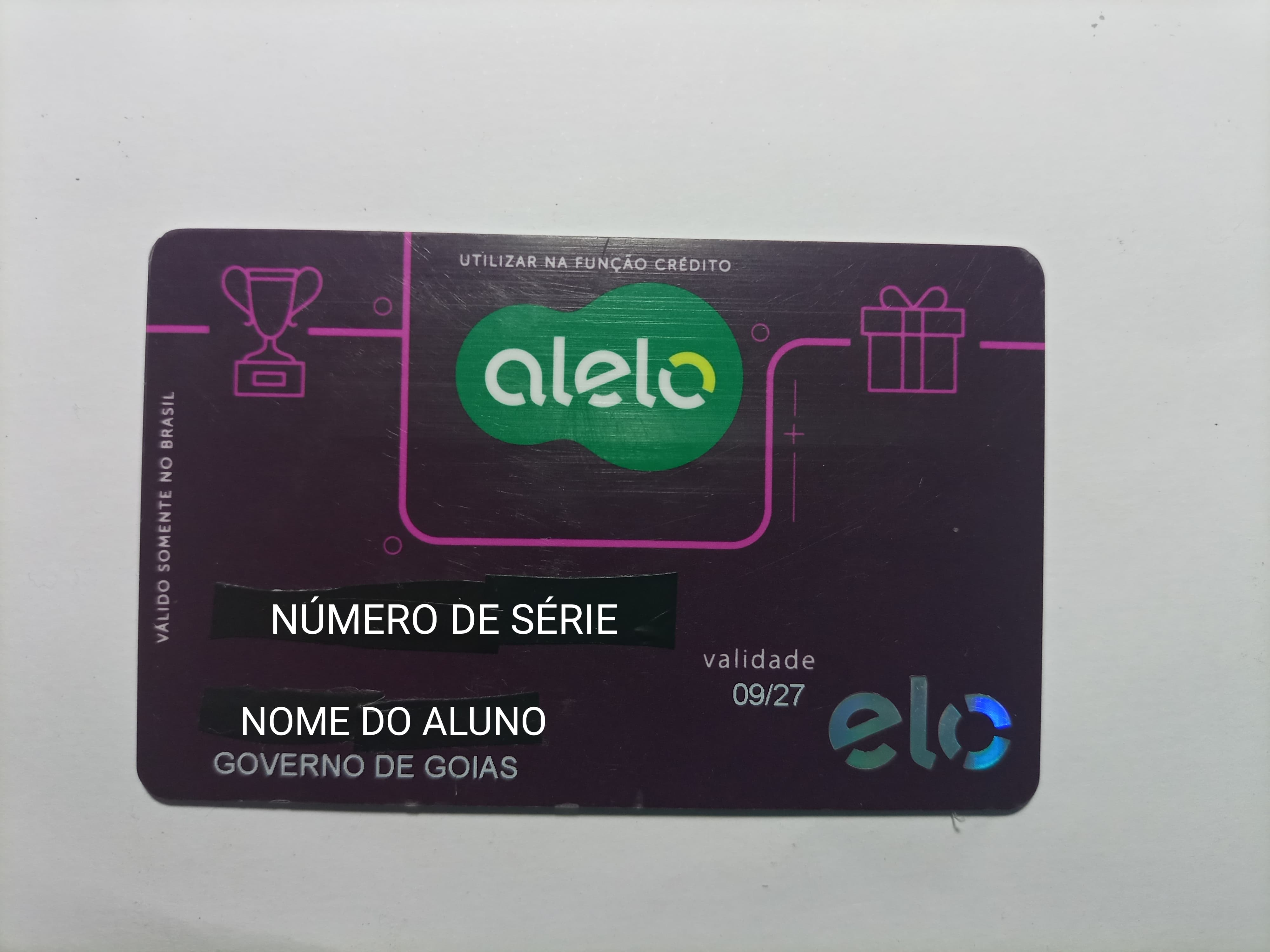
Cartão de crédito da Elo Participações S/A (Alelo). Tal cartão é utilizado pelo Programa Bolsa Estudo.

#### Bolsa Estudo
Desenvolveu-se programas para incentivos ao estudo, como o Auxílio Bolsa-Estudo, no qual atualmente coincidi com o recebimento mensal de 111,92 reais dos alunos, dentre o nono ano do ensino fundamental e o terceiro ano do médio, em dez meses. Desde o início do auxílio, em 2021, o governo aplicou um total de R$ 442,1 milhões de reais em verba orçamentária. Inicialmente, o valor era repassado aos estudantes da rede pública do ensino médio, num total de 100 reais. Para o recebimento desse benefício, os alunos devem ter 75% de frequência e média geral igual ou superior a 6,0.

#### Notebooks e chromebooks
Caiado ainda realizou milhares de entregas de notebooks para professores, e chromebooks para o uso dos alunos; desenvolvidos pela Positivo Tecnologia e pela Multilaser, respectivamente. Em agosto de 2021, foram mais de 60 mil estudantes contemplados pelo benefício. Mais 48 mil alunos receberam os chromebooks em 2022. Em 2022, iniciou as entregas dos equipamentos aos professores.

#### Revisa Goiás
Em 2023, a gestão Caiado desenvolveu um projeto de recomposição de aprendizagem para alunos do quinto ao nono ano do ensino fundamental e do 3.º ano do ensino médio. O projeto engloba matemática e língua portuguesa.

#### Ensino Superior: corte de verbas na Universidade Estadual de Goiás

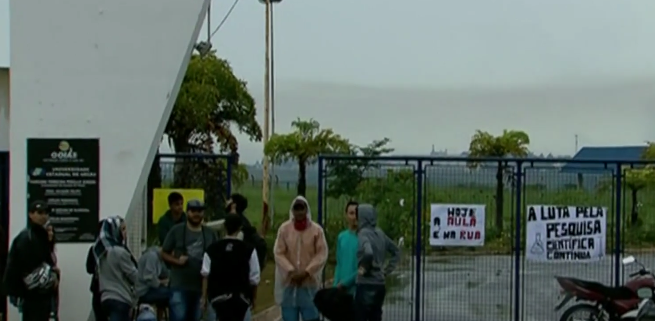
Estudantes em protesto para maiores verbas à Universidade Estadual de Goiás, após cortes do governo.

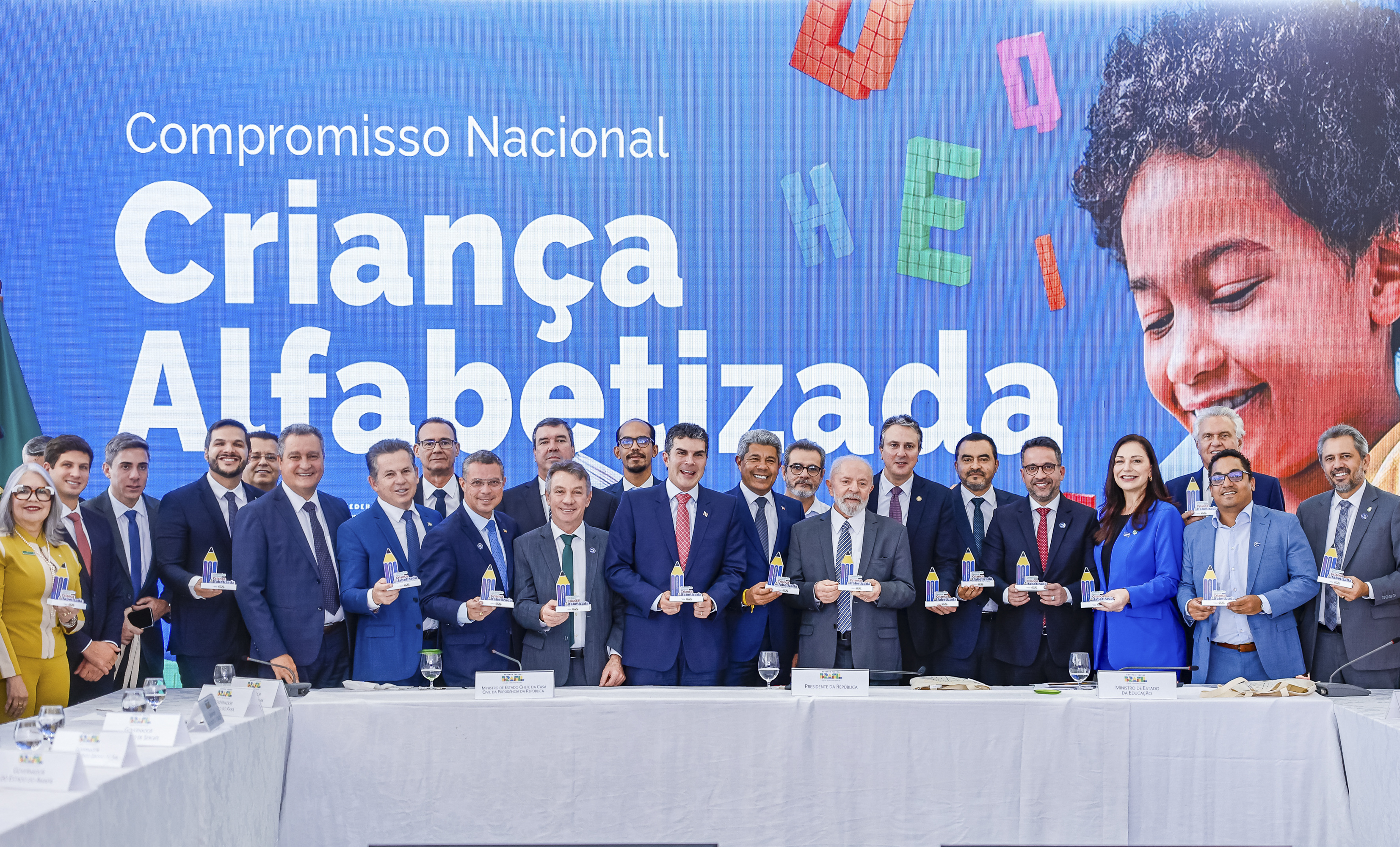
Caiado na Reunião sobre o Compromisso Nacional Criança Alfabetizada.

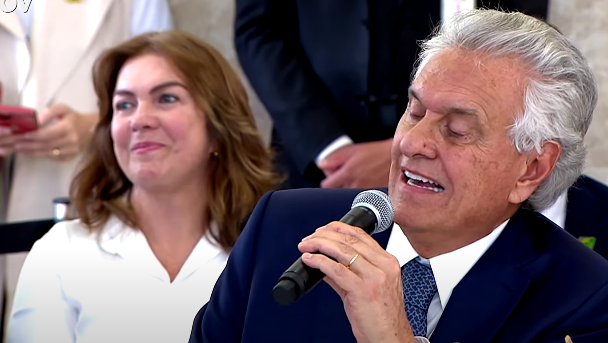
Ronaldo Caiado e Fátima Gavioli participando da reunião em Brasília, da entrega dos resultados do Programa Nacional da Criança Alfabetizada, com o presidente Luiz Inácio Lula da Silva, com o ministro da Educação do Brasil, Camilo Santana e com os respectivos secretários da educação e governadores das outras 26 unidades federativas.

Em abril de 2019, foram realizados cortes de verba na Universidade Estadual de Goiás, provocando protestos por parte dos estudantes e professores universitários. Em maio, o bloqueio de verbas envolveu a demissão de 80% dos servidores temporários. Os cortes de até 2% das verbas geraram sucateamento subsequente que permaneceram em 2021. Os salários do profissionais estavam sem reajustes desde 2013, o que também levou a mais protestos. Os cortes continuaram sendo feitos na segunda gestão de Caiado, em 2023.

#### Compromisso Nacional Criança Alfabetizada
Em 28 de maio de 2024, ocorreu uma reunião no Palácio do Planalto, para divulgar os resultados do Compromisso Nacional da Criança Alfabetizada, criado para combater o analfabetismo infantil no Brasil. Goiás destacou-se como um dos 19 estados com os melhores níveis de declínio das taxas de analfabetismo, conforme dados do Inep, IBGE e do Instituto Mauro Borges (IMB).

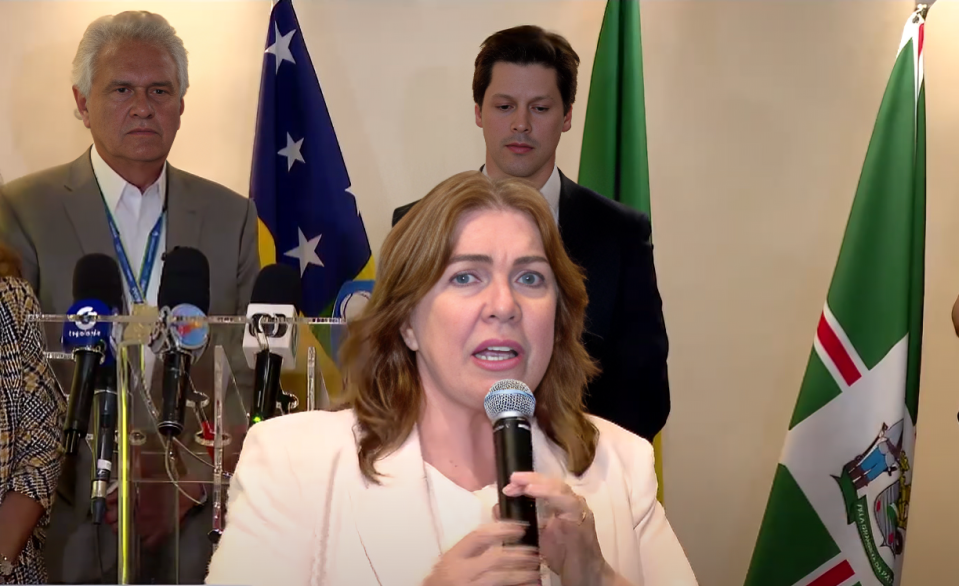
O governador do estado de Goiás, Ronaldo Caiado (UNIÃO), seu vice, Daniel Vilela (MDB) e sua secretária estadual de Educação, Fátima Gavioli (PSB) anunciam os resultados do IDEB em Goiás, nos quais, o estado ficou em primeiro lugar nacional.

#### Resultado doIDEBem 2024
Em 14 de agosto de 2024, foram divulgadas os níveis de desempenho dos estados do Brasil. Nos índices apontados, o estado de Goiás obteve a melhor nota no país no ensino médio. O estado atingiu nota de 4,8 pontos.

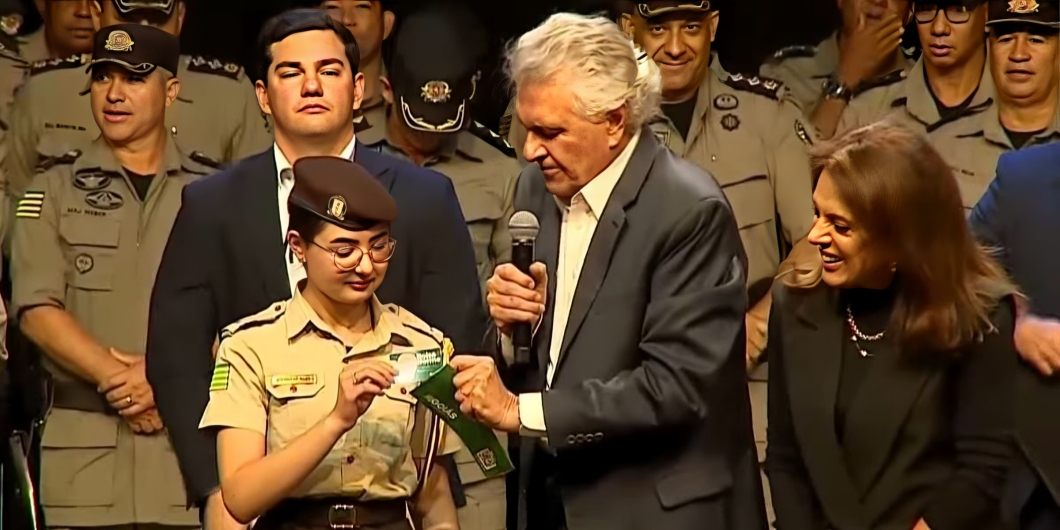
26.08.2024: Ronaldo e Gracinha Caiado efetuando a entrega do cartão Bolsa Uniforme aos alunos dos colégios militares de Goiás.

#### Bolsa Uniforme para unidades doColégio da Polícia Militar do Estado de Goiás
Em 26 de agosto de 2024, o governo Ronaldo Caiado lançou o programa Bolsa Uniforme para alunos de colégios estaduais da Polícia Militar do Estado de Goiás (CEPMGs), no valor de R$970,00, para a compra de uniformes em lojas cadastradas pelo Goiás Fomento.

### Saúde

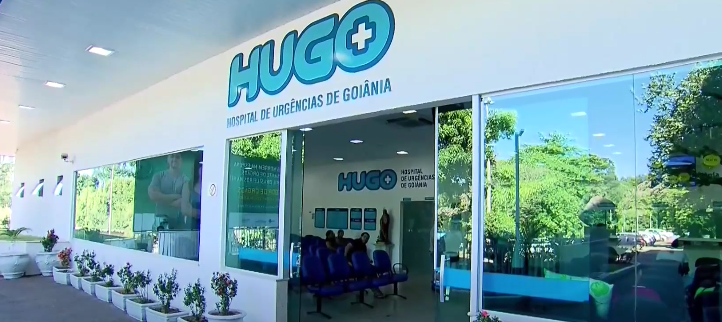
Fachada do HUGO.

Na área da saúde, realizou contratos e parcerias público-privadas, como no caso do Hospital de Urgências de Goiânia (HUGO), que foi entregue à gestão do Hospital Israelita Albert Einstein, em caráter emergencial. O escândalo de corrupção envolvendo o médico e irmão do ex-secretário da Saúde, Ismael Alexandrino Júnior; centrado sob o repasse de verbas públicas da Saúde do Estado à uma empresa laranja, que totalizaram mais de 787 mil reais, também marcou a gestão da saúde no estado.

#### Pandemia

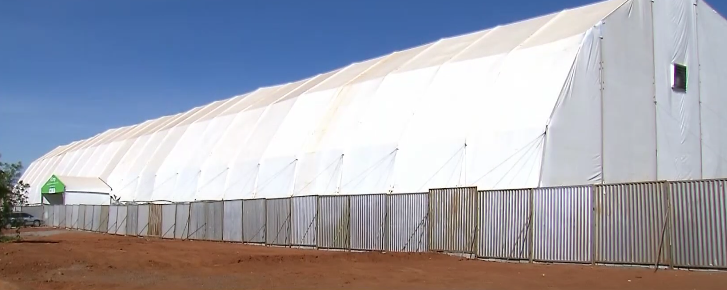
Hospital de Campanha (HCamp) de Águas Lindas de Goiás.

Durante a pandemia de COVID-19 em Goiás, iniciou uma série de medidas que abarcaram-se com a medida de fechamento do comércio por 15 dias, em 17 de março de 2020. Outra ação, foi a criação da Secretaria da Retomada e desenvolveu os Hospitais de Campanha (HCamps), inaugurados para atender as demandas emergenciais dos municípios de Goiás. Encontrou Bolsonaro em uma das inaugurações, após rompimento político. O último acabou por ser criticado por provocar aglomerações em Águas Lindas de Goiás, no HCamp da referida cidade. As críticas vieram de Caiado e Luiz Henrique Mandetta. Adotou medidas de isolamento e lockdown sazonais, variando conforme quantitativos de casos de COVID-19.

#### Hospital Estadual Ronaldo Ramos Caiado Filho

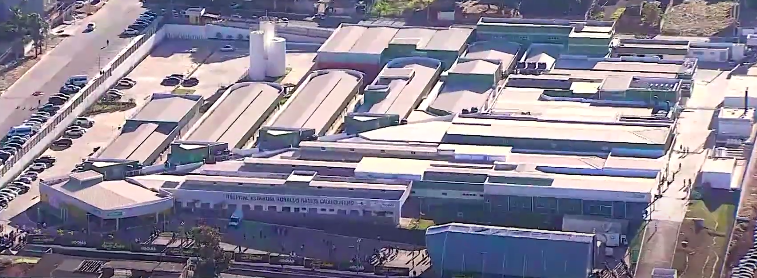
Vista aérea do Hospital Estadual de Águas Lindas de Goiás.

Ainda em Águas Lindas de Goiás, foi concluída a obra do Hospital Estadual Ronaldo Ramos Caiado Filho, que recebeu o nome em homenagem ao falecido filho do governador; após quase 20 anos de construção, em parceria com a Prefeitura Municipal. Nísia Trindade Lima, ministra da Saúde do Brasil, esteve presente no evento de inauguração. O hospital possui 164 leitos, sendo 40 Unidades de terapia intensiva (UTIs), 22 consultórios, tendo custo de R$157.000.000,00 ao erário estadual.

### Meio ambiente

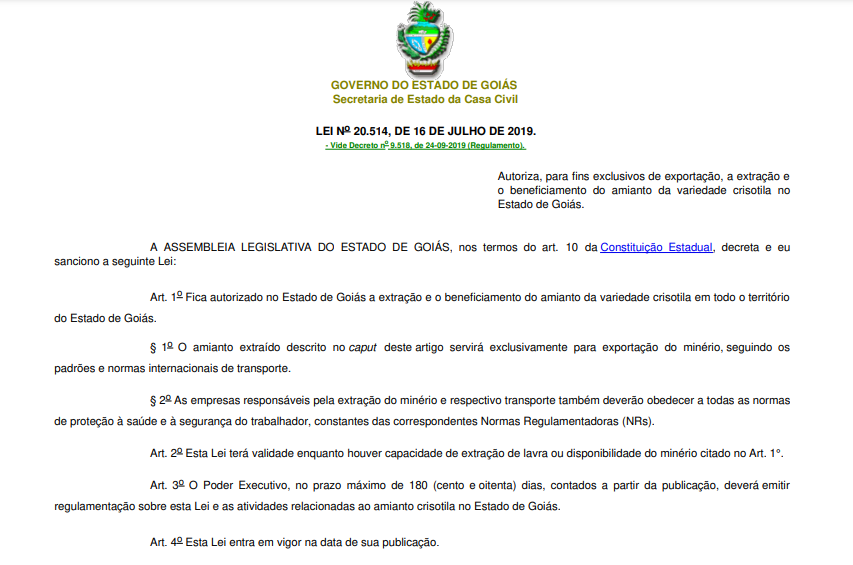
Lei no 20.514, de 16 de julho de 2019, que autoriza o uso, beneficiamento e exportação do amianto de crisotila.

Em setembro de 2019, Caiado promulgou a Lei n.º 20.514, criada em 16 de julho de 2019, que autoriza, para fins exclusivos de exportação, beneficiamento e a extração do amianto da variedade crisotila no estado de Goiás. Essa lei é alvo de uma ação direta de inconstitucionalidade (ADI n.º 6.200/GO), interposta pela Associação Nacional dos Procuradores do Trabalho (ANPT), pois o Supremo Tribunal Federal, em seu entendimento jurídico, declarou os riscos à saúde do minério; levando a proibição subsequente.
Todavia, a Secretaria de Meio Ambiente do estado já multou uma empresa pertencente à família Caiado, em dezembro de 2023, por desmatamento ilegal. Caiado elogiou a imparcialidade da SEMAD. Caiado anunciou em julho de 2024, que o Rio Vermelho será despoluído até 2027, ano que a cidade comemorá seu tricentenário.

### Segurança pública

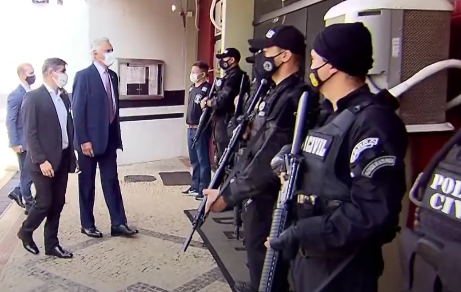
Ronaldo Caiado em 2020, visitando a sede do DENARC da Polícia Militar do Estado de Goiás,

Logo no primeiro ano do mandato, Caiado e Rodney Miranda, apresentaram dados de quedas em crimes violentos em todo o estado. Houve declínio de 82% dos caso de latrocínio, queda de 57,96% de roubo de veículos, de 65,12% em furtos de cargas, 64,29% em roubo a instituições financeiras, 3% de furtos em residências e por fim, uma queda de 36,42% de crimes contra o patrimônio. No entanto, os furtos ao comércio subiram 43,88% e em residências 15,7%.
Com suas medidas de valorizações de praças e suboficiais da PM-GO, aumentos de verba pública no orçamento para a segurança, Goiás consolidou-se como estado mais seguro do Brasil. Os números de criminalidade despontaram conforme dados da Secretaria Nacional de Segurança Pública.
Em janeiro de 2024, um levantamento do Ministério da Justiça e Segurança Pública revelou um declínio de quase 90% dos roubos de veículos no estado de Goiás. Casos de homicídio doloso, também declinaram, em 50,80%. Roubo a residência caiu mais de 75%, ao comércio, houve declínio de 81,8% dos casos de furto.

### Cultura

#### Polêmica do cancelamento de show de Itamar Correia
Em 19 de novembro de 2019, o show de Itamar Correia, que faria homenagem aos mortos e desaparecidos da ditadura militar brasileira, foi cancelado pelo chefe da pasta da Cultura, Edival Lourenço, sob a justificativa que:
| “ | [...]a natureza do evento seria especificamente artística[...]A autorização foi dada. No entanto, posteriormente, quando começou a ser feita a divulgação do evento em questão, verificou-se que o show/lançamento de CD passou a um plano inferior e estava sendo divulgado com outro tipo de perfil[...]Nesse sentido, o solicitante incorreu na alteração da natureza do evento. Por ter sido desviado do pedido original e por não ser permitido, pelo regulamento, que o Cine Teatro São Joaquim receba eventos políticos, o pedido foi revisto e revogado. | ” |

O caso repercutiu negativamente, especialmente pelo fato de ser considerado censura, já que Caiado é conservador, e primo de um governador goiano durante o período histórico: Leonino Caiado.

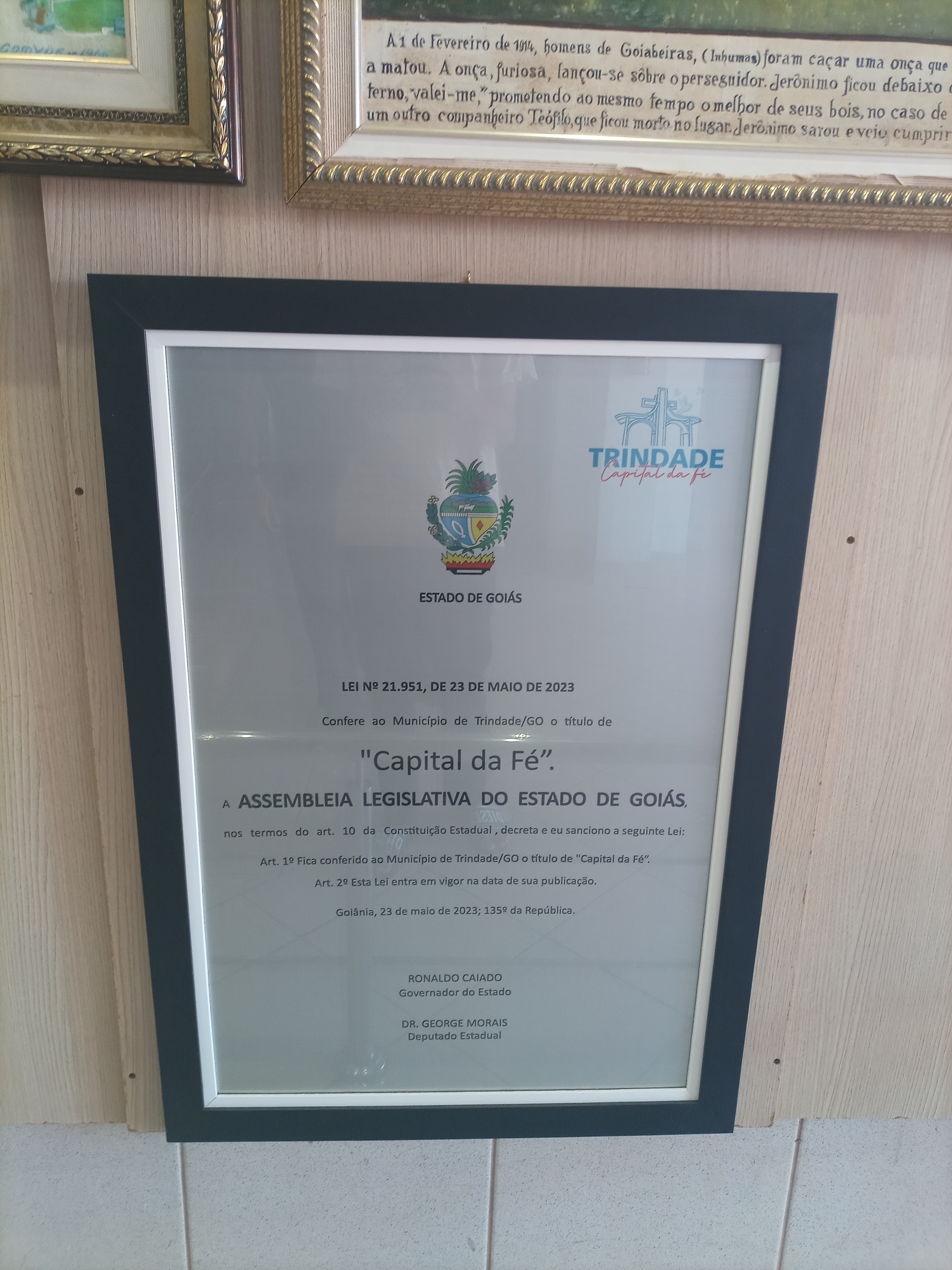
A Lei Ordinária n.º 21.951 de 2023 que concede à cidade de Trindade, o título de "Capital da Fé."

#### Catolicismo de Goiás:Santuário Basílica do Divino Pai Eterno
O governo Caiado investiu ainda, na ala religiosa, especialmente a católica. A verba cultural aplicada na Festa do Divino Pai Eterno, contraiu retorno financeiro, devido aos milhões de devotos que presenciaram a festividade em junho de 2023. Anteriormente, em 2022, as estimativas eram de mais de 5 milhões de fiéis na festa, acabando por reunir mais de 3 milhões. Na atualidade, trata-se do segundo maior evento religioso do Brasil. Um projeto de lei aprovado do deputado Coronel Adailton, reconheceu o evento como patrimônio cultural de Goiás.

#### Escândalo de lavagem de dinheiro
As investigações do Ministério Público de Goiás apontaram um desvio de no mínimo R$60 milhões em obras, que dentre outros crimes, envolve, apropriação indébita, falsidade ideológica, lavagem de dinheiro e formação de quadrilha. Mensagens de áudio apreendidas no celular do padre Robson de Oliveira, da Basílica do Divino Pai Eterno, em Trindade, foram reveladas no programa Fantástico, da TV Globo. Nelas, mostra-se a participação do padre em negociações suspeitas e até sugere o assassinato.

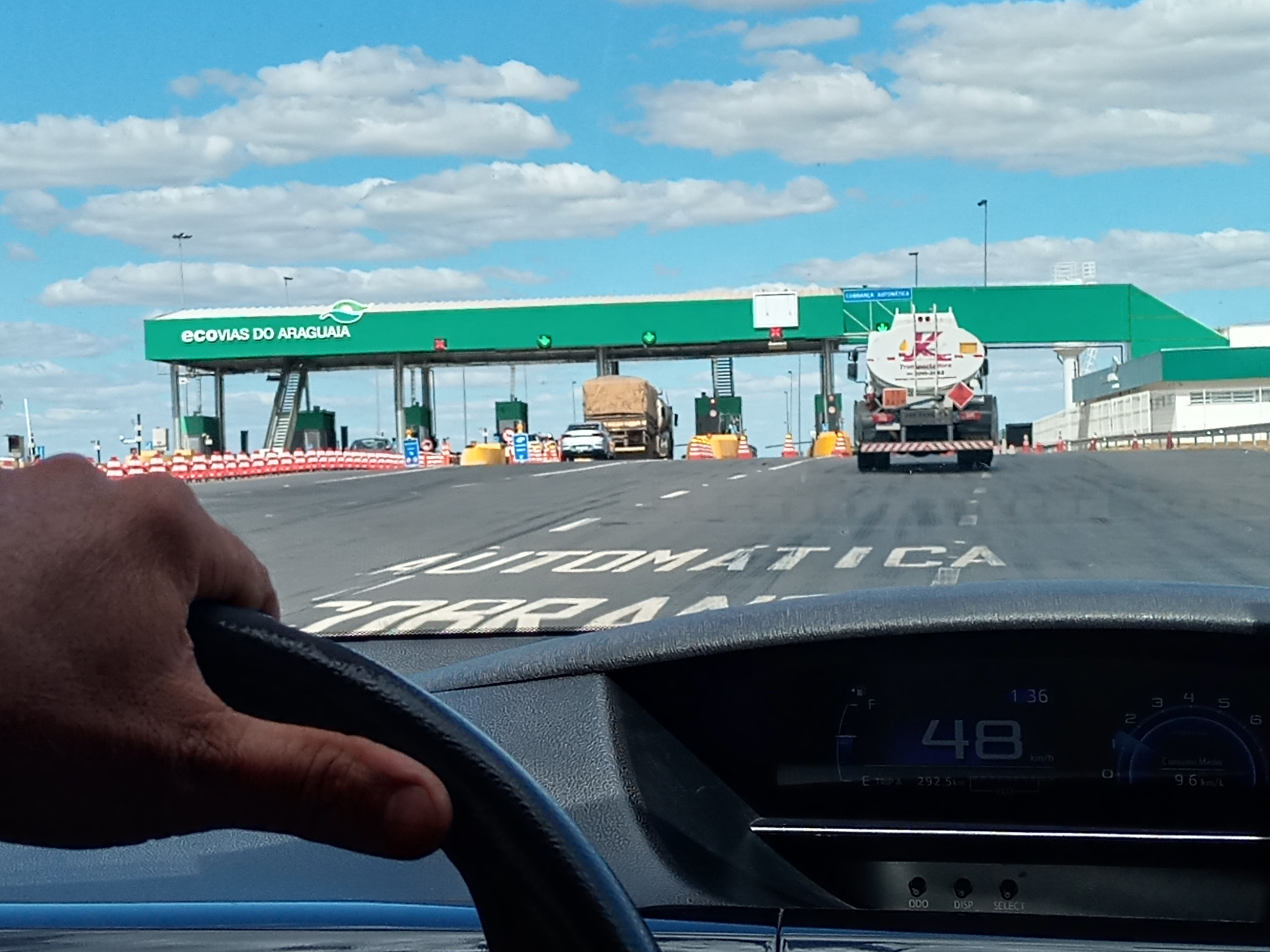
Um posto de BSO e cobrança de pedágio da Ecovias do Araguaia.

### Infraestrutura
Em 1 de outubro de 2021, a Agência Nacional de Transportes Terrestres assinou um acordo com a EcoRodovias, de concessão à parceria público-privada, para ampliar e reformar os trechos da BR-153 em Goiás e Tocantins, na gestão Caiado. Foram planejados 622 km de duplicações nas rodovias dos estados. O Ministério dos Transportes, chefiado por Tarcísio de Freitas, declarou a EcoRodovias como responsável pela gestão desses trechos por 35 anos, em 2022, após o vencimento do leilão pela empresa. Foram instaladas 19 bases de serviços operacionais (BSOs).

### Transporte

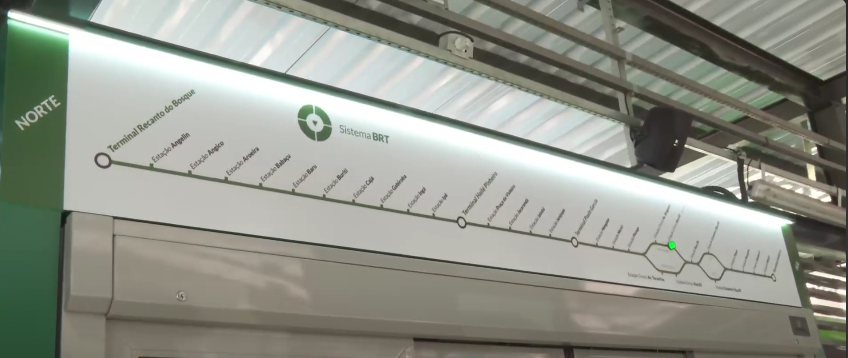
BRT Norte-Sul, na Praça Cívica de Goiânia.

A Gestão de Caiado, planejou e inaugurou a primeira plataforma de BRT (ônibus de trânsito rápido) da linha Norte-Sul, localizado na Praça Cívica. A obra conta com frota de 60 ônibus, incluindo 10 ônibus elétricos; tendo sido efetuado em parceria com a Prefeitura de Goiânia.

## Relação com o Poder Legislativo

### Líderes do Governo Ronaldo Caiado naAssembleia Legislativa de Goiás
A lista abaixo inclui os líderes da bancada do Governo Ronaldo Caiado na Assembleia Legislativa, seu partido, seu mandato e a legislatura na qual o deputado exerceu ou exerce a função.
| N.º | Incumbente     | Incumbente | Partido         | Partido       | Legislatura (Mandato)                                     | Ref     |
| 1   | Bruno Peixoto  |            |                 | MDB 2019-2022 | 19.ª (1 de fevereiro de 2019 até 1 de fevereiro de 2023)  | [ 20 ]  |
| 1   | Bruno Peixoto  |            | UNIÃO 2022-2023 |               | 19.ª (1 de fevereiro de 2019 até 1 de fevereiro de 2023)  | [ 20 ]  |
| 2   | Wilde Cambão   |            |                 | PSD           | 20.ª (1 de fevereiro de 2023 até 20 de fevereiro de 2024) | [ 200 ] |
| 3   | Talles Barreto |            |                 | UNIÃO         | 20.ª (20 de fevereiro de 2024 até atualidade)             | [ 201 ] |
| --- | -------------- | ---------- | --------------- | ------------- | --------------------------------------------------------- | ------- |

### Líderes da Oposiçãoao Governo Ronaldo Caiado naAssembleia Legislativa de Goiás
| N.º                                                            | Incumbente                                                     | Incumbente                                                     | Partido                                                        | Partido                                                        | Legislatura (Mandato)                                   | Ref     |
| 1                                                              | Talles Barreto                                                 |                                                                |                                                                | PSDB                                                           | 19.ª (1 de fevereiro de 2019 até 1 de dezembro de 2021) | [ 202 ] |
| 2                                                              | Lêda Borges                                                    |                                                                | 19.ª (1 de dezembro de 2021 até 1 de fevereiro de 2023)        | PSDB                                                           | [ 203 ]                                                 |         |
| Sem líder definido, porém três líderes de bancadas da oposição | Sem líder definido, porém três líderes de bancadas da oposição | Sem líder definido, porém três líderes de bancadas da oposição | Sem líder definido, porém três líderes de bancadas da oposição | Sem líder definido, porém três líderes de bancadas da oposição | 20.ª (1 de fevereiro de 2023 até atualidade)            | -       |
| 3                                                              | Delegado Eduardo Prado                                         |                                                                |                                                                | PL                                                             | 20.ª (1 de fevereiro de 2023 até atualidade)            | -       |
| 3                                                              | Mauro Rubem                                                    |                                                                |                                                                | PT                                                             | 20.ª (1 de fevereiro de 2023 até atualidade)            | -       |
| 3                                                              | José Machado dos Santos                                        |                                                                |                                                                | PSDB                                                           | 20.ª (1 de fevereiro de 2023 até atualidade)            | -       |
| -------------------------------------------------------------- | -------------------------------------------------------------- | -------------------------------------------------------------- | -------------------------------------------------------------- | -------------------------------------------------------------- | ------------------------------------------------------- | ------- |

## Relação com oGoverno Federal

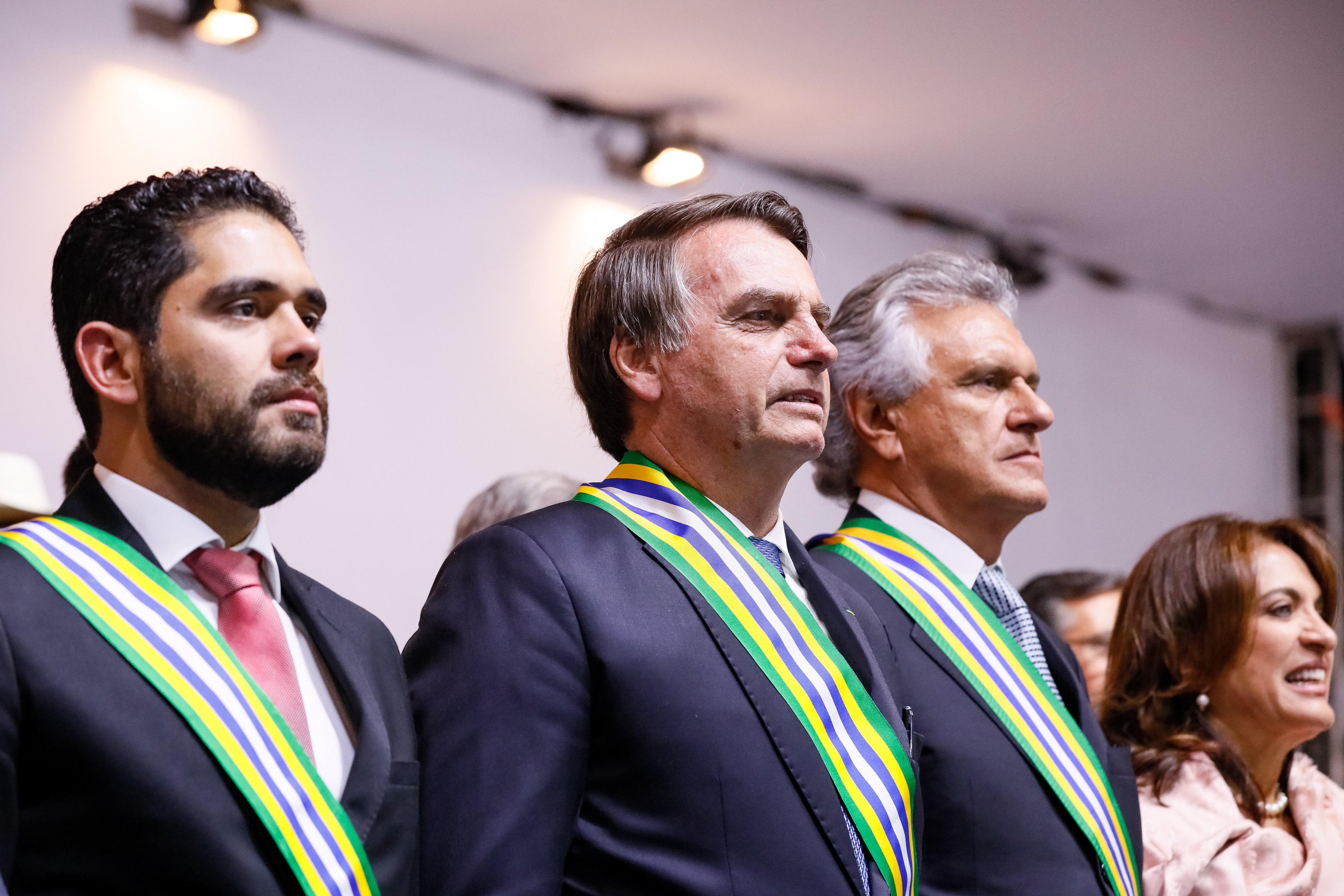
Lincoln Tejota, Jair Bolsonaro e Ronaldo Caiado em 26 de julho de 2019, durante 161.º aniversário da PM-GO.

### Governo Jair Bolsonaro

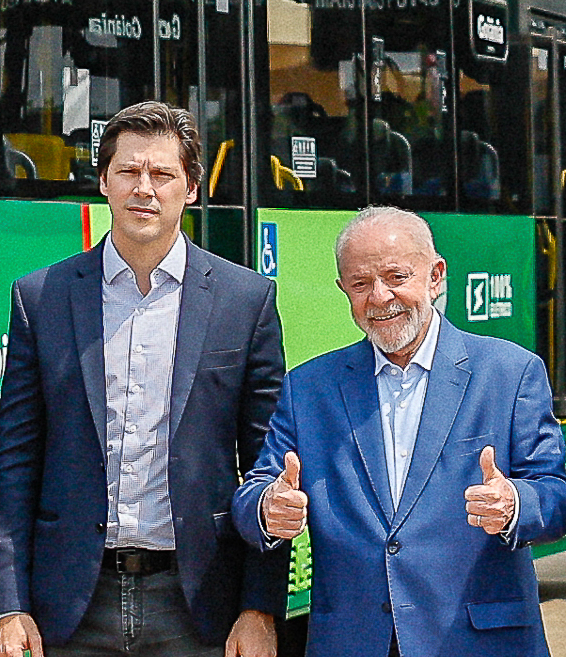
Daniel Vilela e Luiz Inácio Lula da Silva em setembro de 2024.

Na Eleição presidencial no Brasil em 2018, Ronaldo Caiado apoiou Jair Bolsonaro tanto no primeiro, quanto no segundo turno. Caiado esteve presente na Posse de Jair Bolsonaro, pouco após ser empossado governador. Até março de 2020, ambos mantinham aliança política, porém a partir desse período, Caiado rompe com Bolsonaro, no contexto da Pandemia de COVID-19 no Brasil, justificando que Bolsonaro não tratava a pandemia com a devida seriedade, criticando manifestações bolsonaristas que geravam aglomeração e apoiando o isolamento social.
Em 2021, declarou, no entanto, que o Democratas deveria apoiar uma reeleição de Jair Bolsonaro à presidência da República. Em fins de dezembro do mesmo ano, no entanto, Bolsonaro criticou Caiado, a respeito do Imposto sobre Circulação de Mercadorias e Serviços pagos em combustíveis de Goiás. No mesmo ato, o então presidente defendeu a candidatura de Major Vitor Hugo para o governo estadual.

Manteve esse rompimento até o segundo turno da eleição presidencial de 2022, quando apoiou Bolsonaro.

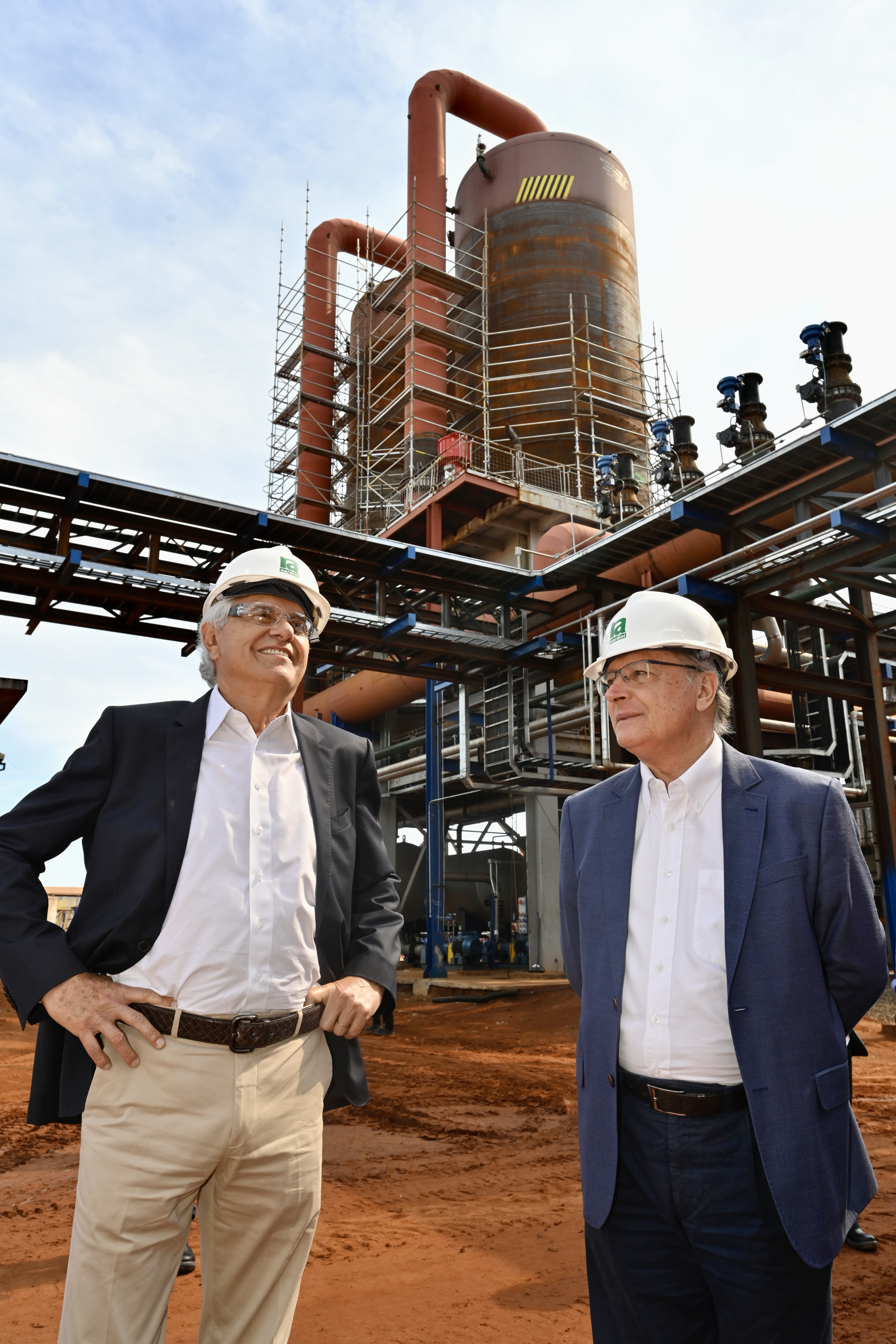
Caiado e Geraldo Alckmin em inauguração do Complexo Agroindustrial de Aporé.

### Governo Lula (2023–presente)
Tendo apoiado Jair Bolsonaro na Eleição presidencial no Brasil em 2022, Caiado mantém uma relação mais crítica com Luiz Inácio Lula da Silva, atual Presidente do Brasil, se devendo ao histórico de ter votado favoravelmente ao Impeachment de Dilma Rousseff e suas posições conservadoras. Ronaldo Caiado se posicionou contra a Reforma tributária do Brasil, de abril de 2023, apresentada pelo Ministro da Fazenda do Brasil Começou uma série de visitas à Brasília, inclusive na base congressista do União Brasil, para impedir a lei que considerou "afrontosa". Com a aprovação do texto, voltou à criticá-la.

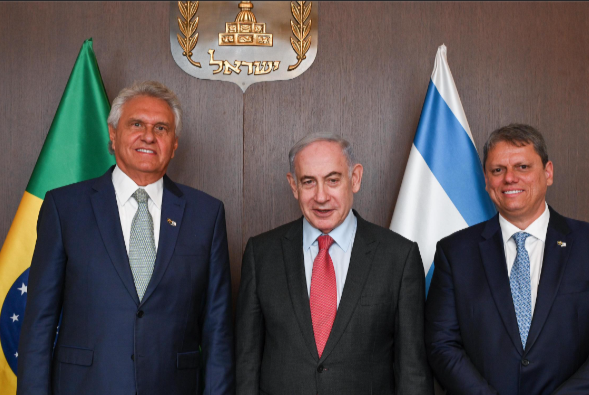
Da esquerda para a direita: Ronaldo Caiado, governador de Goiás, Benjamin Netanyahu, primeiro-ministro de Israel e Tarcísio de Freitas, governador de São Paulo.

Ronaldo Caiado manteve-se mais conciliador no ano de 2023, porém foi extremamente crítico a Lula após suas declarações sobre o Conflito Israel-Hamas, indo até Israel ao lado de Tarcísio de Freitas, "retratar-se" com Benjamin Netanyahu. Se declarou pré-candidato à Presidência em 2024, dizendo que o União Brasil, não deve "caminhar" com Lula. Se manifestou contrário aos Ataques de 8 de janeiro em Brasília.

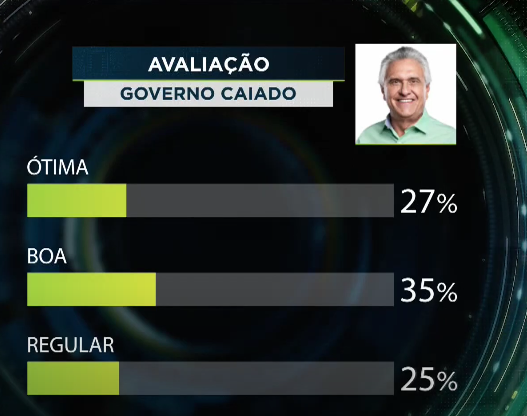
Captura de tela de matéria da Record Goiás, que exibe a avaliação dos 100 dias do segundo mandato de Caiado.

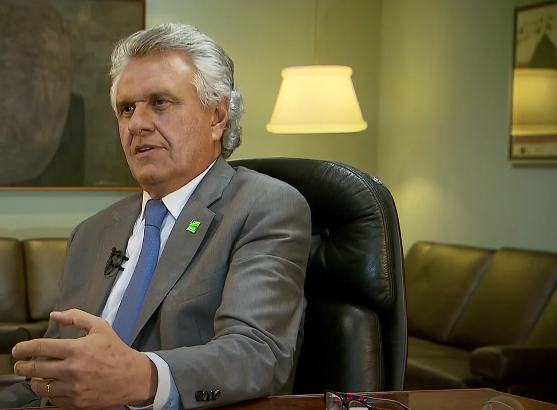
Ronaldo Caiado no gabinete de Governador de Goiás, em 2022.

## Aprovação
Em dezembro de 2023, Ronaldo Caiado se tornou o governador com maior aprovação registrada na história do estado de Goiás em uma pesquisa do Instituto Real Time Big Data: 83% dos eleitores apoiavam seu governo, dos quais apenas 15% reprovavam e 2% não responderam. 

Em abril, nos primeiros cem dias, os eleitores que avaliaram positivamente seu governo totalizaram 72%, sendo desses, 27% avaliaram como ótimo, 35% como bom e 25% como regular. A aprovação de Caiado foi dada como a maior no âmbito nacional, em janeiro de 2024.